# REMIX Rádiótechnikai Vállalat
A REMIX Rádiótechnikai Vállalat rádiótechnikai (elektronikai) alkatrészeket előállító budapesti vállalat. A cégnév a francia „resistance mixte” szavak összevonásából származik, és arra utal, hogy a gyártott rétegellenállás anyaga bakelit-korom-agyag-grafit-keverék, „mixtúra”.

## Története
A céget ALWAYS néven 1932-ben alapította Fodor Miklós. A vállalat 1937-ig részben a Egyesült Izzólámpa és Villamossági Rt. tőkeérdekeltségi körhöz tartozott, amikor Fodor Miklós és családja 100%-os tulajdonába ment át. Ekkor vette fel a REMIX Rádiótechnikai Kft. nevet, és külföldi üzleti kapcsolatainak egy részét továbbra is a Tungsram közreműködésével intézte.
A REMIX réteg- és
huzalellenállásokat, papírkondenzátorokat, réteg- és huzal potenciométereket, valamint rádiófrekvenciás szűrőket gyártott, termelésének jelentős része került exportra. Az 1940-es években rövid ideig a REMIX mérnöke volt Gábor Dénes.[forrás?] A vállalatot 1948 elejéig a cégalapító Fodor Miklós vezette, aki közvetlenül az államosítás előtt legálisan az Egyesült Királyságba vándorolt ki, ahol 5 évig a Salford Electrical Instruments ügyvezetőjeként dolgozott. Onnan Kanadába vándorolt ki, ahol új céget alapított ELECTROVERT néven, és ott jelentős számú magyart foglalkoztatott.
Az államosított REMIX Rádiótechnikai NV (NV = nemzeti vállalat) 1949-ben a Bp. IX. Tűzoltó utcai telepről a kőbányai Szent László tér 20. szám alá költözött, ahol privatizált utódja is működik. A cég nevéből 1950–ben tűnt el az „NV” és került helyére a Vállalat kifejezés. Az 1950-es, 60-as években az akkori tervutasításos elvárásoknak megfelelően számos hadiipari célú alkatrész fejlesztése és gyártása folyt, majd a 60-as évek második felétől a nyugati alkatrészimportot csökkentő (kiváltó), többek között korszerű műanyag dielektrikumú kondenzátorok, fémréteg ellenállások, potenciométerek (mint pl. a rádiókészülék hangerő szabályozója) és integrált alkatrész modulok termelése kezdődött meg.
Az 1950-es évek végén – kormányhatározat alapján – a gyár jelentős termelőkapacitást telepített Szombathelyre, a villamossal könnyen megközelíthető Zsiray Lajos utcában alapított gyáregységbe. Kezdetben réteg- és huzalellenállásokat, majd különféle kondenzátorokat gyártottak itt. Az 1970-es évek közepétől az akkori Országos Műszaki Fejlesztési Bizottság (OMFB) anyagi támogatásával jelentős nyugati csúcstechnológia települt a szombathelyi gyáregységbe: műanyagfóliás kondenzátort gyártó, automata sorok és különböző rétegellenállás-gyártósorok. Ezek egy jelentős része a Siemens-től vásárolt licenc volt. Eközben a gyár fejlesztő és technológus mérnökei jelentős eredményeket értek el a vákuumtechnikai, valamint a kémiai (CrNiP) speciális vékonyfémrétegek előállítása területén: a tömeggyártásban megoldották az alumínium párologtatását papír és műanyag fólia hordozóra, CrNi valamint CrNiC nagy stabilitású ellenállásrétegek kerámia és üveg hordozóra történő (katódporlasztásos és elektronsugaras) felvitelét.
A budapesti anyavállalatnál az 1960-as évek második felétől a szigetelő alapú integrált áramkörök gyártása kezdődött: különféle úgynevezett vastag- és vékonyréteg (integrált)áramkörök készültek egyedi felhasználói specifikációk szerint. Ezek megmunkálásához (villamosérték-beállításához) használt a REMIX Magyarországon először ipari (YAG = Yttrium Aluminium Gránát kristály) infravörös majd később széndioxid lézereket. Ugyancsak ehhez a termékcsoporthoz kellett kidolgozni, majd automatizálni a mikroméretű alkatrészek (SMD-k = Surface Mounting Devices) úgynevezett felületi szerelési (SM = surface mounting) technikáját, az alkatrészeket a nyomtatott áramköri hordozók felületére beültető és forrasztó gépekkel, automatákkal. Ezek a gyártási kultúrák jelentős fejlesztői és technológusi szellemi hátteret feltételeztek, amit a vállalat a Budapesti Műszaki Egyetem Villamosmérnöki Kara, a KFKI, a Híradástechnikai Ipari Kutató Intézet (HIKI) és a Távközlési Kutató Intézet (TKI) szerződéses kapcsolataival, valamint nyugat-európai technológiai berendezésgyártókkal (Balzers/Liechtenstein, Heraeus/NSzK, DUCATI/Olaszország) történt együttműködésével egészített ki. Ugyancsak intenzív kapcsolat és együttműködés alakult ki von Ardenne professzor kutatóintézetével (NDK) és a drezdai Hochvakuum céggel. Az Országos Műszaki Fejlesztési Bizottság (OMFB) felismerve e terület jelentőségét, általános elnökhelyettese Sebestyén János révén, jelentős anyagi támogatást nyújtott ezekhez az innovációkhoz.
A REMIX az 1970-es évek kezdetén Tiszakécskén alapított gyáregységébe telepítette a budapesti potenciométer gyártását, helyet teremtve a felfutó integrált áramköri gyártás számára. Az 1970-es évek végén világszerte elkezdődött gépjármű-elektronizáció jelentőségét felismerve a REMIX gépkocsiban alkalmazható elektronikus gyújtó modulok fejlesztését és gyártását kezdte el a heilbronni (NSzK) Telefunkennel együttműködve. Az elektronika, a hagyományos és gyenge megbízhatóságú, közel 100 éves mechanikus, úgynevezett megszakító kalapácsos gyújtót váltotta ki az autókban az 1980-as évek második felére. A folyamat európai zászlóvivője a német Volkswagen (NSzK, Wolfsburg) autógyár volt. A Telefunkennel 1989–ben megalapított közös vállalat a REMITEL a szovjet LADA programot kívánta kiszolgálni integrált áramkörös vastagréteg gyújtómodulokkal import gépkocsik ellenében.
A REMIX a rendszerváltás előtti - 1980-as években mintegy 3000 embert foglalkoztatott, évi közel 400 millió darab elektronikai alkatrészt gyártott, mintegy 1,5 milliárd (akkori) forint értékben, kizárólag hazai felhasználásra. Ezzel a teljesítményével a hazai készülékipar igényeinek mintegy 90%-át tudta kielégíteni.
A REMIX Rádiótechnikai Vállalatot az Állami Vagyonügynökség (ÁVÜ) 1992-ben privatizálta. A vevő a Telefunken, új nevén TEMIC lett. A privatizációt követően új modern zöldmezős kőbányai telephely létesült; a cég a TEMIC HUNGARY Kft. nevet vette fel. Ez a vállalat, 10 év alatt, az ezredfordulóra 1000 fő dolgozóval - köztük számos volt remix-essel - közel 24 milliárd forint éves árbevételt ért el autóelektronikai exportjával. A céget felfuttató igazgató magyar szakember – Zentai Gábor – volt.
2011. novemberében a Temic Hungary Kft. és a veszprémi Continental Teves Magyarország Kft. összeolvadt; az egyesített cég új neve Continental Automotive Hungary Kft. lett.